# Your Man
| Đánh giá chuyên môn | Đánh giá chuyên môn |
| Nguồn đánh giá      | Nguồn đánh giá      |
| Nguồn               | Đánh giá            |
| ------------------- | ------------------- |
| AllMusic            | [ 1 ]               |
| Slant               | [ 2 ]               |

Your Man là album phòng thu thứ hai của nam ca sĩ nhạc đồng quê người Mỹ Josh Turner. Album được MCA Nashville phát hành vào ngày 24 tháng 1 năm 2006. Album ra mắt ở vị trí á quân trên bảng xếp hạng Billboard 200 và ở vị trí quán quân trên bảng xếp hạng Top Country Albums của Hoa Kỳ.
Ca khúc "Your Man" được phát hành thành đĩa đơn mở đường cho album. Hai đĩa đơn kế tiếp từ album là "Would You Go with Me" và "Me and God." Album cũng bao gồm một bản hát lại đĩa đơn hit "Lord Have Mercy on a Country Boy" (1991) của Don Williams.

## Giải thưởng và đề cử
Your Man đem về cho Turner hai đề cử tại lễ trao giải Grammy năm 2007. Album nhận được đề cử ở hạng mục Album nhạc đồng quê xuất sắc nhất, còn ca khúc "Would You Go with Me" nhận được đề cử ở hạng mục Trình diễn giọng nam nhạc đồng quê xuất sắc nhất.

## Danh sách bài hát
| STT              | Nhan đề                                                                                              | Sáng tác                                    | Thời lượng |
| ---------------- | --- | ------------------------------------------- | ---------- |
| 1.               | "Would You Go with Me"                                                                               | Shawn Camp, John Scott Sherrill             | 3:49       |
| 2.               | "Baby's Gone Home to Mama"                                                                           | Camp, Herb McCullough                       | 3:07       |
| 3.               | "No Rush"                                                                                            | Camp, Brice Long, Billy Burnette            | 4:08       |
| 4.               | "Your Man"                                                                                           | Jace Everett, Chris DuBois, Chris Stapleton | 3:31       |
| 5.               | "Loretta Lynn's Lincoln"                                                                             | Camp, Mark D. Sanders                       | 3:56       |
| 6.               | "White Noise" (hợp tác với John Anderson)                                                            | Turner, John Anderson                       | 3:24       |
| 7.               | "Angels Fall Sometimes"                                                                              | Turner, Mark Nesler, Tony Martin            | 2:59       |
| 8.               | "Lord Have Mercy on a Country Boy"                                                                   | Bob McDill                                  | 3:07       |
| 9.               | "Me and God" (hợp tác với Ralph Stanley, Marty Roe, Gene Johnson cùng Dana Williams của Diamond Rio) | Turner                                      | 3:01       |
| 10.              | "Gravity"                                                                                            | Turner, Mark Narmore                        | 3:39       |
| 11.              | "Way Down South"                                                                                     | Turner                                      | 4:53       |
| Tổng thời lượng: | Tổng thời lượng:                                                                                     | Tổng thời lượng:                            | 39:36      |

## Những người thực hiện
| Âm nhạc - John Anderson – hát song ca (bài 6) - Ron Block – băng cầm (bài 1) - Jim "Moose" Brown – piano (bài 1,6), Wurlitzer (bài 5) - Melodie Crittenden – hát đệm (bài 5) - Eric Darken – nhạc cụ gõ (tất cả bài hát), vibraphone (bài 3,4) - Shannon Forrest – trống (tất cả bài hát) - Kevin "Swine" Grantt – guitar bass (bài 1,4,5,6,7,8,10), contrebasse (bài 2,3,9,11) - Aubrey Haynie – vĩ cầm (trừ bài 1 và 11), mandolin (bài 1,9,11) - Wes Hightower – hát đệm (trừ bài 9) - Steve Hinson – ghi-ta dobro (bài 2,7,9,11), ghi-ta pê-đan thép (bài 3,4,5,6,7,8,10) - Gene Johnson – hát đệm (bài 9) - Mike Johnson – ghi-ta dobro (bài 1) - Jeff King – guitar điện (bài 1,5), guitar baritone (bài 1) - B. James Lowry – guitar acoustic (bài 1,5,6) - Pat McLaughlin – hát đệm (bài 5) - Liana Manis – hát đệm (bài 3) - Gordon Mote – piano (bài 3,4,7,8,9,10), đàn organ Hammond B-3 (bài 3,10,11), clavinet (bài 2), Wurlitzer (bài 11) - Kim Parent – hát đệm (bài 5) - Marty Roe – hát đệm (bài 9) - Brent Rowan – guitar điện (bài 2,3,4,6,7,8,10,11), guitar baritone (bài 7,9,10), guitar bass 6 dây (bài 2), tic tac bass (bài 8) - "Shoulder Man" – chũm chọe (bài 11) - Ralph Stanley – hát song ca (bài 9) - Chris Stapleton – hát đệm (bài 5) - Bryan Sutton – guitar acoustic (bài 3,4,9,10,11), băng cầm (bài 2,9,11) - Russell Terrell – hát đệm (trừ bài 1 và 9) - Josh Turner – hát chính (tất cả bài hát) - Biff Watson – guitar acoustic (bài 2,7,8) - Dana Williams – hát đệm (bài 9) | Kỹ thuật - Chuck Ainlay – kỹ sư - Brady Barnett – hiệu đính kỹ thuật số - Richard Barrow – kỹ sư, phối khí - Drew Bollman – trợ lý phối khí - Neal Cappellino – kỹ sư, hiệu đính kỹ thuật số - Greg Droman – kỹ sư, phối khí - Todd Gunnerson – trợ lý kỹ sư - Adam Hatley – hiệu đính kỹ thuật số - Margaret Malandruccolo – nhiếp ảnh - Melissa Mattey – trợ lý phối khí - Justin Niebank – phối khí - Frank Rogers – sản xuất - Steve Short – trợ lý phối khí - Phillip Stein – trợ lý sản xuất - Trish Townsend – trang phục - Josh Turner – chỉ đạo nghệ thuật - Hank Williams – master - Debra Wingo – trang điểm, làm tóc |

## Xếp hạng và chứng nhận
Your Man ra mắt ở vị trí á quân trên bảng xếp hạng Billboard 200 và ở vị trí quán quân trên bảng xếp hạng Top Country Albums của Hoa Kỳ, trở thành album quán quân đầu tiên của Turner trên bảng xếp hạng album của dòng nhạc đồng quê. Album lần lượt được RIAA chứng nhận Vàng vào ngày 28 tháng 2 năm 2006, Bạch kim vào ngày 4 tháng 8 cùng năm và 2× Bạch kim vào ngày 1 tháng 3 năm 2007.
| Bảng xếp hạng (2006)                  | Vị trí cao nhất |
| ------------------------------------- | --------------- |
| Hoa Kỳ Billboard 200                  | 2               |
| Hoa Kỳ Top Country Albums (Billboard) | 1               |

| Quốc gia                                  | Chứng nhận  | Số đơn vị/doanh số chứng nhận |
| ----------------------------------------- | ----------- | ----------------------------- |
| Hoa Kỳ (RIAA)                             | 2× Bạch kim | 2.000.000^                    |
| ^ Chứng nhận dựa theo doanh số nhập hàng. |             |                               |

### Xếp hạng của các đĩa đơn
| Năm  | Đĩa đơn                | Vị trí xếp hạng cao nhất | Vị trí xếp hạng cao nhất |
| Năm  | Đĩa đơn                | Đồng quê (Hoa Kỳ)        | Hoa Kỳ                   |
| ---- | ---------------------- | ------------------------ | ------------------------ |
| 2005 | "Your Man"             | 1                        | 38                       |
| 2006 | "Would You Go with Me" | 1                        | 43                       |
| 2006 | "Me and God"           | 16                       | 98                       |